# Risa Niigaki
Risa Niigaki (en Kanji 新垣里沙, Niigaki Risa), ídol japonesa i membre de la banda Morning Musume.

## Història
Risa Niigaki és l'actual sublíder del grup Morning Musume i pertany a 5th generation junt amb Ai Takahashi, Asami Konno i Makoto Ogawa. El primer single en què va participar va ser "Mr. Moonlight ~Ai no BIG BAND~".
Al març del 2006, va formar part de l'equip "Metro Rabbits H.P".
L'any 2007 Risa va substituir a Nozomi Tsuji, per posar-li la veu a Athena de l'anime "Robby & Kerobby".

## Participació a Hello! Project

### Grups
- Morning Musume (2001-present)

### Subgrups
- Tanpopo (2002)
- Morning Musume Sakura Gumi (2003-2004)
- Morning Musume Tanjou 10nen Kinentai (2007)
- Athena & Robikerottsu (2007-)

### Grups Shuffle
- Happy 7 (2002)
- 7AIR (2003)
- H.P All Stars (2004)

### Altres
- Pocky Girls (2002)
- Metro Rabbits H.P (2006-)